# Kristian Prestrud
Kristian Prestrud (22. oktober 1881 i Grue i Hedmark, død 11. november 1927 i Kristiansand), opvokset i Vang i Hedmark, var en norsk polarforsker og løjtnant i hæren, som deltog i Roald Amundsens ekspedition til Sydpolen fra 1910 til 1912.
Prestrud var med i gruppen på otte, som den 8. september 1911 gjorde et mislykket forsøg på at nå polpunktet. På grund af ekstrem kulde blev det bestemt, at gruppen skulle fortsætte til depotet på 80 S° for der efter at vende tilbage til Framheim. Tilbageturen blev uorganiseret og kaotisk, gruppen blev hurtigt delt op i flere mindre grupper. Prestrud og Hjalmar Johansen blev hængende efter de andre og kom tilbage til Framheim 6 timer efter de andre, de var da udslidt og Prestrud havde fået frostskader. I mørket og tågen fandt de kun basen på grund af, at de hørte hundenes gøen. Prestrud ville sandsynligvis være frosset ihjel, hvis han ikke havde fået hjælp fra Johansen til at komme tilbage til basen.
Næste morgen blev Amundsen kritiseret af Johansen for måden, tilbageturen var gjort på. Amundsen brød sig ikke om, at der blev rejst kritik imod ham, og han valgte som følge af dette at reorganisere gruppen, som skulle rejse til polpunktet. Prestrud, Johansen og Jørgen Stubberud blev skilt ud fra gruppen og fik som opgave at foretage en mindre ekspedition til Edward VII Land. Prestrud blev udnævnt til leder af denne ekspedition til trods for, at han havde en grad lavere militær rang, og at Johansen tidligere havde været hans leder.
Prestrud blev i 1926 ansat som havneassistent i Kristiansand, men døde allerede året efter.
Prestrud blev tildelt Sydpolsmedaljen.